# 石井英橘
石井 英橘（いしい えいきつ、1881年（明治14年）11月30日 – 1945年（昭和20年）9月6日）は、大日本帝国陸軍軍人。最終階級は陸軍中将。

## 経歴
1881年（明治14年）11月、和歌山県に石井武次郎の二男として生まれた。1901年（明治34年）11月22日に陸軍士官学校（13期）を卒業し、1902年（明治35年）6月23日に工兵少尉に任ぜられ、同日付で鉄道大隊付に補される。1904年（明治37年）8月2日に工兵中尉に昇進し、1907年（明治40年）12月18日に陸軍砲工学校（13期）高等科を卒業後、同月21日に工兵大尉に昇進し鉄道連隊付に補せられた後、1912年（明治45年）7月10日には東京帝国大学理科大学実験物理学科を卒業した。その後、陸地測量部班長を経て、1916年（大正5年）5月2日に工兵少佐に昇進し、陸軍砲工学校教官を経て、1919年（大正8年）11月1日に工兵中佐に昇進。1923年（大正12年）8月6日には工兵大佐に昇進し陸地測量部三角科長を命ぜられ、工兵第十六大隊長を経て、1928年（昭和3年）8月10日、陸軍少将に昇進し陸軍科学研究所第一部長に就任。その後、陸地測量部長を歴任し、1932年（昭和7年）12月7日、陸軍中将に昇進し、同日付で待命となり、同月27日予備役に編入された。

## 栄典
- 1902年（明治35年）11月7日 - 正八位[12]
- 1904年（明治37年）10月24日 - 従七位[13]
- 1906年（明治39年）4月1日 - 勲六等単光旭日章・明治三十七八年従軍記章[14]
- 1908年（明治41年）3月20日 - 正七位[15]
- 1913年（大正2年）
  - 5月20日 - 従六位[16]
  - 5月31日 - 勲五等瑞宝章[17]
- 1918年（大正7年）7月10日 - 正六位[18]
- 1919年（大正8年）5月30日 - 勲四等瑞宝章[19]
- 1920年（大正9年）11月1日 - 勲三等瑞宝章・大正三年乃至九年戦役従軍記章[20]
- 1923年（大正12年）8月6日 - 従五位[21]
- 1928年（昭和3年）9月15日 - 正五位[22]
- 1932年（昭和7年）
  - 4月13日 - 勲二等瑞宝章[23]
  - 12月7日 - 従四位[24]
- 1933年（昭和8年）1月20日 - 正四位[25]
- 1934年（昭和9年）
  - 3月1日 - 満州帝国：大満洲国建国功労章[26]
  - 4月29日 - 旭日重光章・昭和六年乃至九年事変従軍記章[27]
- 1940年（昭和15年）8月15日 - 紀元二千六百年祝典記念章[28]